# シスター・アクト〜天使にラブ・ソングを〜
『シスター・アクト〜天使にラブ・ソングを〜』（シアター・アクト 天使にラブ・ソングを、Sister Act ）はチェリ・シュタインケルナー、ビル・シュタインケルナー脚本、ダグラス・カーター・ビーン脚色、グレン・スレイター作詞、アラン・メンケン作曲によるミュージカル。1992年のヒット・コメディ映画『天使にラブ・ソングを…』を原作としている。2009年、ロンドンのウエスト・エンドでStage Entertainment 、ウーピー・ゴールドバーグ、マイケル・リノによるSis Acts LLC によりプロデュースされた。2011年のブロードウェイ公演にはゴールドバーグが再度プロデューサーとして参加している。

## あらすじ

### ウエスト・エンド公演

#### 第1幕
ペンシルベニア州フィラデルフィア。修道院長は女子修道院の困窮を訴える(『Prologue 』)。1978年にLady Fabulous を獲得したデロリス・ヴァン・カルティエは、ボーイフレンドであるギャングのカーティス・シャンクが所有するナイト・クラブで歌っている(『Take Me to Heaven 』)。デロリスは誕生日に彼がレコード・プロデューサーに紹介してくれるものと思い込み大喜びするが、すぐにそれが間違いであることに気付く。傷付きいらいらし、デロリスはバックアップ・シンガーのKT、ラローザに、スターになり名声を得る夢を語る(『Fabulous, Baby! 』)。シャンクと別れて、夢を叶えるためフィラデルフィアを出る決意をする。シャンクに会いに行くとちょうど甥のTJ、ボーンズ、ディニーロと共に、警察に彼らのことを密告したとされる者を撃つ場面に出くわす。恐ろしくなり、デロリスは逃げ出すが、シャンクは仲間にデロリスを捕まえて連れてこさせようとする。デロリスは警察署に行き、エディ警部に何が起きたかを話す。2人は学生時代の友人であることに気付き、デロリスは当時のように彼を「スウェティ・エディ(汗かきエディ)」と呼ぶ。エディはデロリスに証人保護プログラムを適用する必要があると考え、シャンクが彼女を決して見つけることができないであろうThe Holy Order of the Little Sisters of Our Mother of Perpetual Faith という名の女子修道院へ送り込む。
修道院長が外部との接触を限定、禁煙、禁酒、華美な服装を禁止すると語ったことからデロリスはがっかりする(『Here Within These Walls 』)。デロリスは他の修道女との夕食に参加し、元気すぎるシスターのメアリー・パトリックと楽しい会話をした後、他の修道女がいかにして修道女となったかを知る(『How I Got the Calling 』)。他の修道女達に同じ質問を聞かれ、デロリスは嘘をつく。
一方ナイトクラブではシャンクがデロリスの居所が掴めずいらいらしている。シャンクは手下にデロリスを見つけて殺害するよう命じる(『When I Find My Baby 』)。修道院でデロリスは質素な生活に飽き飽きしており、抜け出して町に出る決心をする。道を挟んで向かい側にある隠れ家的バーへ行くと、メアリー・ラザラス、メアリー・パトリック、メアリー・ロバートがこっそり後からついてきた。彼女達3人の修道女が到着すると、メアリー・クラランス(デロリスの偽名)が飲酒してダンスを踊っているのを見て驚くが、彼女達はメアリー・クラランスがバーの、魂が失われている客に奉仕しようとしているものと思い込む。デロリスはこのアイデアを気に入り、バーの客達を巻き込んで踊る(『Do the Sacred Mass 』)。楽しんでいたデロリスであったが、シャンクの手下が入店してきたことでデロリスは驚く。彼らがバーの客達にデロリスを見かけなかったが聞いて回るため、デロリスは隠れようとする。突然エディが入ってきて争いとなり、修道院長は修道女達を帰らせる。修道院長はデロリスに他の修道女達との生活に順応するよう戒める。エディはこれに賛同し、シャンクがデロリスの首にかかった報奨金を増額したことを告げ、デロリスに注意を促す。修道院長に朝5時に起きて聖歌隊に参加するように告げられデロリスは修道院に戻る。エディは道端で酔っ払いやホームレスと共に、クールになりたい、自由に生きたいという願い、デロリスへの想いを歌う(『I Could Be That Guy 』)。
翌朝デロリスは聖歌隊の練習に参加するが、この聖歌隊は物凄く下手である。修道院長の命によりデロリスが聖歌隊を指導していくこととなる。デロリスは修道院長に言われた通りに修道女達に確かな音程でテンポに合わせる歌い方を教える。また大人しく内気なメアリー・ロバートの殻を打ち破らせる(『Raise Your Voice 』)。日曜日、聖歌隊はアップ・テンポの聖歌を演奏し(『Take Me to Heaven 』(リプライズ))、教会の人々は驚くが、より多くの信者および多くの寄付金が集まる。しかし修道院長は伝統的な質素な聖歌がモダンに変更されたことに恐れを抱く。聖歌隊のニュースはすぐに広まり、新しい素晴らしい聖歌隊の舞台裏を知ろうとニュース・リポーターやカメラマンがやってくる。

#### 第2幕
それ以降、聖歌隊は大成功し、寄付金により教会を修復することができる(『Sunday Morning Fever 』)。しかしこの名声は高い代償を払うこととなる。シャンクと手下は新聞で聖歌隊と一緒にいるデロリスを見つける。シャンクは手下に修道院へ行き、デロリスを連れてくるよう命じる。TJ、ボーンズ、ディニーロはどのように修道院へ侵入するか話し合う(『Lady in the Long Black Dress 』)。教会ではハワード神父が素晴らしいニュースを持ってくる。聖歌隊に法王の前で行なわれるスペシャル・コンサートに出演のオファーが来たのである。聖歌隊は大喜びすると同時に緊張し、その夜デロリスに成功を祈ってもらう(『Bless Our Show 』)。デロリスもこの機会を楽しみにしていたが、修道院長はデロリスを呼び、シャンクの手下がやってきてデロリスを探しているためすぐに逃げるよう告げる。他の修道女達もこれを聞いていたため、デロリスは自分の正体を明かし、皆と演奏できないと語る。荷物を取りに急ぎ、他の修道女達が失望して自室に戻っていると、メアリー・ロバートに追いかけられる。デロリスの部屋では修道院長が楽しかったと語るも、これで元の生活に戻すことができると安心する。しかし修道院長にとっても他の修道女達にとってもメアリー・クラランスや、型破りでありながらモダンな彼女のやり方への親しみは深まっていた(『Here Within These Walls 』(リプライズ))。
デロリスが出発の準備をしていると、メアリー・ロバートが強い人間になり、やりたいことをしたいと語り、一緒に連れて行ってくれるよう頼む(『The Life I Never Led 』)。デロリスはメアリー・ロバートにそんなことする必要はなく、自分がやりたいと本気で願うのであれば成し遂げることができると語る。デロリスは修道院から走り去り、その夜エディの家に泊まる。翌日シャンクとその手下達への証言をすれば夢見ていたキャリア実現へ向かうことができると大喜びする(『Fabulous, Baby! 』(リプライズ))。自分を必要としてくれている時に見捨てることとなり、デロリスは修道女達に申し訳なく思い、自分の人生を見つめ直し、一人ぼっちで富と名声をだけを得ることが果たして本当にいいのか考える。デロリスは修道院へ戻り、修道女達と共に歌う決心をする(『Sister Act 』)。
一方シャンクは修道院へ侵入する新しい方法を思いつく(『When I Find My Baby 』(リプライズ))。修道女に変装したシャンクと手下達は修道院へ忍び込み、デロリスを見つけて追いかける。メアリー・パトリックはこれを目撃し、他の修道女達に伝えてデロリスのもとへ助けに行くことになる。しかし修道院長は断固としてここに留まり警察を呼ぶべきとしたが、ただ静かに聖職に打ち込むだけではなくなったメアリー・ロバートはこれに反抗してデロリスを助けに行くと語る(『The Life I Never Led 』(リプライズ))。他の修道女達もこれに賛同し、修道院を抜け出してデロリスを探しに行く。最終対決を前に、武装したシャンクはデロリスにひざまずいて命乞いするよう言う。修道女達は皆デロリスの前に立ちはだかったが、デロリスはシャンクに先に彼女達を逃がすように言う(『Sister Act 』(リプライズ))。シャンクが修道女達に銃を向けたちょうどその時エディがやって来て、エディはシャンクを撃退する。エディはシャンクとその手下達を逮捕し、デロリスにデートを申し込み、デロリスはこれを受け入れる。修道院長とデロリスは和解し、結局みんなそう変わりはないのだということで落ち着く。法王の前でまずは修道女全員が演奏し、そして出演者全員の演奏となる(『Spread the Love Around 』)。

### ブロードウエイ公演

#### 第1幕
クリスマス・イヴにデロリス・ヴァン・カルティエは、愛人であるギャングのカーティス・ジャクソンの所有するナイト・クラブで演奏している(『Take Me to Heaven 』)。デロリスはこの日、カーティスが自分をレコード・プロデューサーに紹介してくれるものと思い込み大喜びするが、すぐにそれが間違いであることに気付く。カーティスはクリスマスの日は一緒にいられない代わりにコートをプレゼントするが、デロリスはそれがカーティスの妻のものであったことに気付く。傷付きいらいらし、バックアップ・シンガーのミシェルとティナにスターになり名声を得る夢を語る(『Fabulous, Baby! 』)。カーティスと別れて、夢を叶えるためフィラデルフィアを出る決意をする。カーティスに会いに行くとちょうど甥のTJ、ジョーイ、パブロと共に、警察に彼らのことを密告したとされる者を撃つ場面に出くわす。
恐ろしくなり、デロリスは逃げ出すが、カーティスは仲間にデロリスを捕まえて連れてこさせようとする。デロリスは警察署に行き、エディ警部に何が起きたかを話す。2人は学生時代の友人であることに気付き、デロリスは当時のように彼を「スウェティ・エディ(汗かきエディ)」と呼ぶ。エディはデロリスに証人保護プログラムを適用する必要があると考え、カーティスが彼女を決して見つけることができないであろう女子修道院へ送り込む。
修道院長が外部との接触を限定、禁煙、禁酒、華美な服装を禁止すると語ったことからデロリスはがっかりする(『Here Within These Walls 』)。デロリスは他の修道女との夕食に参加し、メアリー・クラランスという名で紹介され、元気すぎるシスターのメアリー・パトリックと楽しい会話をした後、デロリスは修道女としてどれほど制限を受けるのかを知る(『It’s Good to Be A Nun 』)。デロリスが他の修道女達に何がなくて困るかを聞いていると、修道院長から断食を命じられる。
一方ナイトクラブではカーティスがデロリスの居所が掴めずいらいらしている。カーティスはジョーイ、TJ、パブロにデロリスを見つけて殺害するよう命じる(『When I Find My Baby 』)。修道院でデロリスは断食により空腹であった。道を挟んで向かい側にある隠れ家的バーへ行くと、メアリー・パトリックとシャイで大人しいメアリー・ロバートがこっそり後からついてきた。彼女達2人の修道女が到着すると、修道院の外はこんなに楽しいのかということに気付く。デロリスはバーの中にジョーイ、TJ、パブロがいるのを見つける。突然バーの中で喧嘩が起こり、その隙にデロリス、メアリー・パトリック、メアリー・ロバートは逃げることができる。
エディと修道院長は彼女達が修道院へ戻ってくるのを見つける。修道院長はデロリスに他の修道女達との生活に順応するよう戒める。エディはこれに賛同し、カーティスがデロリスの首にかかった報奨金を増額したことを告げ、デロリスに注意を促す。修道院長に朝5時に起きて聖歌隊に参加するように告げられデロリスは修道院に戻る。エディは道端で酔っ払いやホームレスと共に、クールになりたい、自由に生きたいという願い、デロリスへの想いを歌う(『I Could Be That Guy 』)。
翌朝デロリスは聖歌隊の練習に参加するが、この聖歌隊は物凄く下手である。デロリスは年長修道女のメアリー・ラザラスの後を継いで聖歌隊の指導を申し出る。デロリスは修道女達に確かな音程でテンポに合わせる歌い方を教える。また大人しく内気なメアリー・ロバートの殻を打ち破らせる(『Raise Your Voice 』)。日曜日、聖歌隊はアップ・テンポの聖歌を演奏し(『Take Me to Heaven 』(リプライズ))、教会の人々は驚くが、より多くの信者および多くの寄付金が集まる。しかし修道院長は伝統的な質素な聖歌がモダンに変更されたことに恐れを抱く。

#### 第2幕
修道院長はデロリスを辞めさせたかったが、オハラ神父は教会を買い取ろうとしている人たちがこの聖歌隊を気に入っており、教会の存続のための寄付をされたと語る。それ以降、聖歌隊は大成功し、寄付金により教会を修復することができる(『Sunday Morning Fever 』)。オハラ神父が素晴らしいニュースを持ってくる。聖歌隊に法王の前で行なわれるスペシャル・コンサートに出演のオファーが来たのである。しかしこの名声は高い代償を払うこととなる。
カーティスと手下はテレビで聖歌隊と一緒にいるデロリスを見つける。カーティスは手下に修道院へ行き、デロリスを連れてくるよう命じる。TJ、ジョーイ、パブロはどのように修道院へ侵入するか話し合う(『Lady in the Long Black Dress 』)。一方修道院長は神に祈りを捧げ、なぜ神はデロリスという試練を自分に課したのかを尋ねる(『Haven’t Got A Prayer 』)。その直後エディから電話がある。就寝前、修道女達は翌日に控えた法王の前でのコンサートのためデロリスに成功を祈ってもらう(『Bless the Show 』)。修道院長がやって来て、デロリスに裁判の日程が翌日に繰り上がったため、すぐに出て行くよう告げる。他の修道女達もこれを聞いていたため、デロリスは自分の正体を明かし、皆と演奏できないと語る。荷物を取りに急ぎ、他の修道女達が失望して自室に戻っていると、メアリー・ロバートに追いかけられる。
デロリスが出発の準備をしていると、メアリー・ロバートが強い人間になり、やりたいことをしたいと語り、一緒に連れて行ってくれるよう頼む(『The Life I Never Led 』)。デロリスはメアリー・ロバートにそんなことする必要はなく、自分がやりたいと本気で願うのであれば成し遂げることができると語る。デロリスは修道院から走り去り、その夜エディの家に泊まる。翌日シャンクとその手下達への証言をすれば夢見ていたキャリア実現へ向かうことができると大喜びする(『Fabulous, Baby! 』(リプライズ))。自分を必要としてくれている時に見捨てることとなり、デロリスは修道女達に申し訳なく思い、自分の人生を見つめ直し、一人ぼっちで富と名声をだけを得ることが果たして本当にいいのか考える。デロリスは修道院へ戻り、修道女達と共に歌う決心をする(『Sister Act 』)。
一方カーティスは修道院へ侵入する新しい方法を思いつく(『When I Find My Baby 』(リプライズ))。修道女に変装したカーティス、ジョーイ、TJ、パブロは修道院へ忍び込み、デロリスを見つけて追いかける。修道女達はこれを目撃し、デロリスのもとへ助けに行くことになる。しかし修道院長は断固としてここに留まり警察を呼ぶべきとしたが、ただ静かに聖職に打ち込むだけではなくなったメアリー・ロバートはこれに反抗してデロリスを助けに行くと語る(『The Life I Never Led 』(リプライズ))。他の修道女達もこれに賛同し、修道院を抜け出してデロリスを探しに行く。
最終対決を前に、武装したカーティスはデロリスにひざまずいて命乞いするよう言う。修道女達は皆デロリスの前に立ちはだかったが、デロリスはカーティスに先に彼女達を逃がすように言う(『Sister Act 』(リプライズ))。カーティスが修道女達に銃を向けたちょうどその時エディがやって来て、エディはカーティスを撃退する。エディはカーティスとその手下達を逮捕し、デロリスとエディはキスをする。修道院長とデロリスは和解し、結局みんなそう変わりはないのだということで落ち着く。法王の前でまずは修道女全員が演奏し、そして出演者全員の演奏となる(『Spread the Love Around 』)。カーテンコールで『Raise Your Voice 』(リプライズ)を演奏する。

## プロダクション

### オリジナル・パサデナ、アトランタ公演
2006年10月24日から12月23日までカリフォルニア州パサデナにあるパサデナ・プレイハウスで上演された。興行収入1,085,929ドルを上げ、この会場で最高の興行収入となった。後にロンドン公演でデロリスを演じるパティナ・ミラーがアンサンブルおよびデロリスの代役で出演していた。
ピーター・シュナイダー演出、シュナイダーおよびマイケル・リノ脚色、マーガリート・デリックス振付、デイヴィッド・ポッツ装置デザイン、ギャリー・レノン衣裳、ドナルド・ホルダー照明、カール・キャセラおよびドミニク・サック音響。
『ロサンゼルス・タイムズ』紙のチャールズ・マクナルティは「ブロードウエイのヒット作となる作品」と記し、『ハリウッド・リポーター』誌でローレンス・ヴァイツは「とても面白く、これからも上演され続けるだろう」と記した。しかしTheatremania.com のジョナス・シュワルツは「一貫性に乏しく、教会や修道院の場面に限って言えば素晴らしく、自信満々に歌い上げているが、外部の場面では無駄や不快な部分が見えることもある。さらに主役のデロリス・ヴァン・カルティエを演じるにはドーン・ルイスでは力不足である」と記した。
2007年1月17日から2月25日、このプロダクションによりジョージア州アトランタにあるアライアンス・シアターで上演された。デロリス役にドーン・ルイス、修道院長役にエリザベス・ウォード・ランド、カーティス役にハリソン・ホワイトが配役された。
アトランタのCreativeLoafing.com のカート・ホルマンは「この作品の弱点は映画を忠実に再現しようとした点である」と記した。

### オリジナル・ロンドン公演
2009年5月7日、ウエスト・エンドのロンドン・パラディアムでプレヴュウ公演が上演され、6月2日より本公演が開幕した。ピーター・シュナイダー演出、アンソニー・ヴァン・ラースト振付、Klara Zieglerova 装置デザイン、Lez Brotherston 衣裳、ナターシャ・カツ照明。1年かけて選考した結果、デロリス役に24歳の女優パティナ・ミラー、修道院長役にシェイラ・ハンコック、ハワード神父役にイアン・ラヴェンダー、シャンク役にクリス・ジャーマン、エディ役にアコ・ミッチェル、メアリー・ロバート役にケイティ・ロウリー・ジョーンズ、メアリー・パトリック役にクレア・グリーンウェイ、メアリー・ラザラス役にジュリア・サットン(後にジャクリーン・クラークに交替)が配役された。2010年4月29日、5月31日からポップ歌手グループであるブルーのサイモン・ウェブがシャンク役で出演すること、および2011年1月1日で閉幕することが発表された。しかしその後アンドルー・ロイド・ウェバーの新作ミュージカル『オズの魔法使い』のために10月30日で閉幕することが発表された。シャンク役のクリス・ジャーマンはサイモン・ウェブが出演する5月から休演を予定し、修道院長役のシェイラ・ハンコックは契約により7月31日で降板することとなった。8月28日に降板したサイモン・ウェブを除く、その他のキャストは閉幕まで出演し続けた。2010年8月1日から31日までウーピー・ゴールドバーグが修道院長として出演を予定していたが、母親の脳卒中により8月27日で降板し、後任はサリー・デクスターが務めた。その後ゴールドバーグは10月22、23、25日に行なわれた計5公演に再出演した。予定通り2010年10月30日で閉幕した。

### オリジナル・ブロードウエイ公演
2011年3月24日からのプレヴュウ公演後、4月20日、ブロードウエイにあるザ・ブロードウエイ・シアターで改訂版が開幕した。ジェリー・ザックス演出、ダグラス・カーター・ビーン脚本改変。2003年にザックスは作曲家アラン・メンケンと共に『リトル・ショップ・オブ・ホラーズ』を製作した。ウエスト・エンド公演から引き続きパティナ・ミラーがデロリス役を演じることになり、これがミラーにとってブロードウエイ・デビューとなった。他に修道院長役にヴィクトリア・クラーク、神父役にフレッド・アプルゲイト、メアリー・パトリック役にサラ・ボルト、エディ役にチェスター・グレゴリー、カーティス役にキングズリー・レグス、メアリー・ロバート役にマーラ・ミンデル、メアリー・ラザラス役にオードリー・ニーナンが配役された。2011年10月12日、クラークが降板し、代役のジェニファー・アレンが後任となり、11月19日、キャロリー・カーメロが修道院長役に配役された。2012年3月27日、ミラーの代わりにレイヴン・シモーヌがデロリス役に配役された。2011年、トニー賞のミュージカル作品賞、ミュージカル主演女優賞(ミラー)、ミュージカル助演男優賞(クラーク)など複数ノミネートされた。2012年8月26日、プレヴュウ公演28回、本公演561回上演後閉幕した。
日本でも、2015年7月から8月にかけて初の来日公演が行われ、以降、2017年10月から11月にかけて2度目、2024年7月に3度目のブロードウエイ公演の来日がされた。来日公演の初演はジュリー・ザックス演出、アラン・メンケン作曲、そしてウーピー・ゴールドバーグ自身のオリジナルプロデュースで、デロリスをレネー・ヴェロニカ・フリーマンが演じ、再演も主要スタッフはそのままにキャストを変えて公演された。2024年版はメンケンの作曲、ゴールドバーグのオリジナルプロデュースは変わらず、演出をロバート・ヨハンソンが担当している。なお、2015年の来日公演の一部のカーテンコールでは、日本版で主人公デロリス役を務めた森公美子が登場するということもあった。

### 日本公演
『シスター・アクト〜天使にラブ・ソングを〜』と題し、東宝製作により帝国劇場にて2014年に日本初演。演出は山田和也、翻訳・訳詞は飯島早苗。『天使にラブ・ソングを〜シスター・アクト〜』へと改題し2016年、2019年、2022年、2023年に再演された（ブロードウェイの来日公演は除く）。
2014年公演（初演）- 山田和也の演出、デロリス役とカーティス・ジャクソン役はWキャストで上演。
- 2014年6月1日～7月8日、東京公演 帝国劇場
- 2014年7月12日～13日、神奈川公演 厚木市文化会館大ホール
- 2014年7月16日、岩手公演 岩手県民会館
- 2014年7月19日～21日、仙台公演 東京エレクトロンホール宮城
- 2014年7月25日～29日、大阪公演 シアターBRAVA!
- 2014年8月2日～3日、名古屋公演 愛知県芸術劇場 大ホール

2016年公演
- 2016年5月22日〜6月20日、東京公演 帝国劇場
- 2016年7月2日〜3日、大阪公演 梅田芸術劇場 メインホール
- 2016年7月8日〜10日、名古屋公演 愛知県芸術劇場 大ホール
- 2016年7月14日〜15日、岩手公演 岩手県民会館
- 2016年7月23日〜24日、札幌公演 ニトリ文化ホール
- 2016年8月6日〜7日、仙台公演 東京エレクトロンホール宮城
- 2017年1月7日〜28日、福岡公演 博多座
- 2017年2月3日〜4日、浜松公演 アクトシティ浜松 大ホール
- 2017年2月10日〜11日、長野公演 まつもと市民芸術館 主ホール

2019年公演
- 2019年11月15日〜12月8日、東京公演 東急シアターオーブ
- 2019年12月14日〜15日、富山公演 オーバード・ホール
- 2019年12月21日〜22日、静岡公演 静岡市清水文化会館（マリナート）
- 2020年1月2日〜6日、大阪公演 梅田芸術劇場 メインホール
- 2020年1月9日〜10日、名古屋公演 愛知県芸術劇場 大ホール
- 2020年1月23日〜27日、福岡公演 博多座
- 2020年2月1日〜2日、長野公演 まつもと市民芸術館

2022年公演
- 2022年11月13日〜12月4日、東京公演 東急シアターオーブ
- 2022年12月9日〜12日、大阪公演 梅田芸術劇場 メインホール
- 2022年12月17日〜18日、広島公演 上野学園ホール
- 2022年12月24日〜25日、名古屋公演 愛知県芸術劇場 大ホール
- 2022年12月29日〜2023年1月4日、福岡公演 博多座
- 2023年1月21日〜22日、長野公演 ホクト文化ホール

2023年公演
- 2023年11月5日〜29日、東京公演 東急シアターオーブ
- 2023年12月6日〜10日、大阪公演 梅田芸術劇場 メインホール
- 2023年12月23日〜24日、静岡公演 静岡市清水文化会館マリナート

### その他の公演
2010年12月2日、ドイツのハンブルクにあるOperettenhaus でドイツ版が上演された。デロリス・ヴァン・カルティエ役にZodwa Selele とPatricia Meeden のWキャスト、修道院長役にDaniela Ziegler 、ボーンズ役にTetje Mierendorf 、メアリー・ロバート役にIna Trabesinger 、メアリー・パトリック役にMartin de Jager 、メアリー・ラザラス役にSonya Martin が配役された。その後2012年12月から2013年9月25日まで、シュトゥットガルトで上演された。
2011年9月、オーストリアのウィーンにあるEtablissement Ronacher でドイツ語による公演が上演された。
2011年終盤から2012年までイタリアのミラノにある国立劇場でイタリア版が上演された。デロリス役にLoretta Grace 、修道院長役にDora Romano 、エディ役にTimothy Martin 、カーティス・ジャクソン役にFelice Casciano 、メアリー・ロバート役にLaura Galigani 、メアリー・ラザラス役にSimonetta Cartia 、メアリー・パトリック役にGiulia Marangoni 、ジョーイ役にFabrizio Checcacci 、TJ役にMassimiliano Pironti 、デニーロ役にGiacomo Buccheri が配役された。
2013年、オランダで『ウイキッド』の後に上演された。デロリス・ヴァン・カルティエ役にCarolina Dijkhuizen 、オハラ神父役にFrans Mulder 、修道院長役にSimone Kleinsma が配役された。
2012年9月20日から2013年6月30日までフランスにあるParis' Theatre Mogador でフランス版が上演された。200回以上上演し、のべ30万人以上が来場した。

### 今後の上演予定
オーストラリア、日本、メキシコ、大韓民国、ブラジル、スペインでの上演が予定されている。

### ツアー公演
2010年終盤、Stage Entertainment はイギリスとアイルランドでツアー公演を行なうことを発表した。デロリス役にシンシア・エリヴォ、修道院長役にDenise Black 、オハラ神父役にMichael Starke 、カーティス・ジャクソン役にCavin Cornwall 、エディ・サウザー役にEdward Baruwa 、メアリー・ロバート役にJulie Atherton 、メアリー・パトリック役にLaurie Scarth 、メアリー・ラザラス役にJacqueline Clarke 、パブロ役にGavin Alex 、ジョーイ役にDaniel Stockton 、TJ役にTyrone Huntley が配役された。2011年9月29日からのプレヴュウ公演後、10月4日、マンチェスター・オペラ・ハウスで開幕し、2012年10月20日、Birmingham Hippodrome で閉幕した。
また2012年秋からカナダのトロントにあるキャノン・シアターを皮切りに、北米ツアー公演が行なわれている。

## 主要キャスト

### 海外公演
| 役名                                                | ウエスト・エンド               | ブロードウエイ         | イギリス・ツアー     | 北米ツアー                  |
| --------------------------------------------------- | ------------------------------ | ---------------------- | -------------------- | --------------------------- |
| デロリス・ヴァン・カルティエ / メアリー・クラレンス | パティナ・ミラー               | パティナ・ミラー       | シンシア・エリヴォ   | Ta'Rea Campbell             |
| 修道院長                                            | シェイラ・ハンコック           | ヴィクトリア・クラーク | デニス・ブラック     | Hollis Resnik               |
| カーティス・シャンク                                | クリス・ジャーマン             | キングズリー・レグス   | Cavin Cornwall       | キングズリー・レグス        |
| エディ・サウザー警部                                | アコ・ミッチェル               | チェスター・グレゴリー | Edward Baruwa        | E・クレイトン・コーネリアス |
| メアリー・ロバート                                  | ケイティ・ロウリー・ジョーンズ | マリア・ミンデル       | ジュリー・アサートン | Lael Van Keuren             |
| メアリー・パトリック                                | クレア・グリンウエイ           | サラ・ボルト           | ローリー・スカース   | フローリー・ベイゲル        |
| メアリー・ラザラス                                  | ジュリア・サットン             | オードリー・ニーナン   | ジャクリン・クラーク | ダイアン・J・ファインドレイ |
| ハワード神父                                        | イアン・ラヴェンダー           | フレッド・アプルゲイト | マイケル・スターク   | リチャード・プルート        |

#### 主な交替
- ウエスト・エンド公演:ウーピー・ゴールドバーグとサリー・デクスターが修道院長、サイモン・ウェブがカーティス・シャンク役、ジャクリン・クラークがメアリー・ラザラスを演じた。
- ブロードウエイ公演:レイヴン・シモーヌ[23]がデロリス・ヴァン・カルティエ役、キャロリー・カーメロが修道院長役を演じた。
- 北米ツアー公演:現在リン・ウインターズテラーが修道院長役を演じている。

### 日本公演

#### デロリス・ヴァン・カルティエ
- 瀬奈じゅん（2014年）
- 森公美子（2014年 - ）
- 蘭寿とむ（2016年）
- 朝夏まなと（2019年 - ）

#### エディ
- 石井一孝（2014年 - ）
- 廣瀬友祐（2023年 - ）

#### カーティス
- 大澄賢也（2014年 - ）
- 吉原光夫（2014年）
- 石川禅（2016年）
- 今拓哉（2019年）
- 吉野圭吾（2022年）

#### シスター・メアリー・ラザールス
- 春風ひとみ（2014年 - ）
- 桜雪陽子（2022年）※春風ひとみ体調不良による休演期間中の代役

#### シスター・メアリー・パトリック
- 浦嶋りんこ（2014年 - 2016年）
- 未来優希（2019年）
- 谷口ゆうな（2022年）
- 柳本奈都子（2023年）

#### シスター・メアリー・ロバート
- ラフルアー宮澤エマ（2014年 - 2016年）
- 屋比久知奈（2019年）
- 真彩希帆（2022年）
- 梅田彩佳（2023年）

#### TJ
- 藤岡正明（2014年）
- 泉見洋平（2016年 - ）

#### ジョーイ
- KENTARO（2014年 - ）

#### パブロ
- 上口耕平（2014年 - 2016年）
- 林翔太（2019年、2023年）
- 木内健人（2022年）

#### オハラ神父
- 村井國夫（2014年）
- 今井清隆（2016年）
- 小野武彦（2019年）
- 太川陽介（2022年 - ）
- 常住富大（2022年）※太川陽介の体調不良による休演期間中の代役

#### 修道院長
- 鳳蘭（2014年 - ）

## ウエスト・エンド公演使用楽曲
| 第1幕 - Take Me to Heaven – デロリス, KT, ラローザ, バックアップ - Fabulous, Baby! – デロリス, KT、ラローザ - Here Within These Walls – 修道院長、修道女達 - How I Got the Calling – デロリス, メアリー・パトリック, メアリー・ラザラス, メアリー・ロバート、修道女達 - When I Find My Baby – シャンク, TJ, ボーンズ、ディニーロ - Do The Sacred Mass – デロリス, メアリー・パトリック, メアリー・ラザラス, メアリー・ロバート & Barflies - I Could Be That Guy – エディ、日雇い労働者 - Raise Your Voice – デロリス, メアリー・パトリック, メアリー・ラザラス, メアリー・ロバート、修道女達 - Take Me to Heaven (リプライズ) – ハワード神父, デロリス, 修道院長, メアリー・パトリック, メアリー・ラザラス, メアリー・ロバート, 修道女達、カメラマン達 | 第2幕 - Sunday Morning Fever – ハワード神父, デロリス, 修道院長, エディ, TJ, ボーンズ, ディニーロ, 修道女達、バーの客達 - Lady in the Long Black Dress – TJ, ボーンズ & ディニーロ - Bless Our Show – デロリス, メアリー・パトリック, メアリー・ラザラス, メアリー・ロバート、修道女達 - Here Within These Walls (リプライズ) – 修道院長 - The Life I Never Led – メアリー・ロバート - Fabulous, Baby! (リプライズ) – デロリス, バックアップ、修道女達 - Sister Act – デロリス - When I Find My Baby (リプライズ) – シャンク - The Life I Never Led (リプライズ) – メアリー・ロバート - Sister Act (リプライズ) – デロリス, 修道院長, メアリー・パトリック, メアリー・ラザラス, メアリー・ロバート、修道女達 - Spread the Love Around – 修道院長, デロリス, メアリー・パトリック, メアリー・ラザラス, メアリー・ロバート, 修道女達、侍者 |

## ブロードウエイ公演使用楽曲
| 第1幕 - Take Me to Heaven – デロリス, ミシェル、ティナ - Fabulous, Baby! – デロリス, ミシェル、ティナ - Here Within These Walls – 修道院長、デロリス - It's Good to Be a Nun – デロリス, メアリー・パトリック, メアリー・ロバート, メアリー・ラザラス、修道女達 - When I Find My Baby – カーティス, ジョーイ, パブロ、TJ - I Could Be That Guy – エディ、ホームレス - Raise Your Voice – デロリス, メアリー・パトリック, メアリー・ロバート, メアリー・ラザラス、修道女達 - Take Me to Heaven (リプライズ) – デロリス, メアリー・パトリック, メアリー・ロバート, メアリー・ラザラス、修道女達 | 第2幕 - Sunday Morning Fever – デロリス, 修道院長、オハラ神父, エディ, メアリー・パトリック, メアリー・ロバート, メアリー・ラザラス, 修道女達、労働者達 - Lady in the Long Black Dress – ジョーイ, パブロ、TJ - Haven't Got a Prayer – 修道院長 - Bless Our Show – デロリス, メアリー・パトリック, メアリー・ロバート, メアリー・ラザラス、修道女達 - The Life I Never Led – メアリー・ロバート - Fabulous, Baby! (リプライズ) – デロリス, エディ, 修道女達、ファンタジー・ダンサーズ - Sister Act – デロリス - When I Find My Baby (リプライズ) – カーティス - The Life I Never Led (リプライズ) – メアリー・ロバート - Sister Act (リプライズ) – デロリス, 修道院長, メアリー・パトリック, メアリー・ロバート, メアリー・ラザラス、修道女達 - Spread the Love Around – カンパニー |

## 受賞歴

### オリジナル・ロンドン公演
| 年   | 賞                       | 部門               | ノミネート者                 | 結果       | 参照   |
| ---- | ------------------------ | ------------------ | ---------------------------- | ---------- | ------ |
| 2010 | ローレンス・オリヴィエ賞 | 新作ミュージカル賞 | 新作ミュージカル賞           | ノミネート | [ 39 ] |
| 2010 | ローレンス・オリヴィエ賞 | ミュージカル女優賞 | パティナ・ミラー             | ノミネート | [ 39 ] |
| 2010 | ローレンス・オリヴィエ賞 | ミュージカル助演賞 | シェイラ・ハンコック         | ノミネート | [ 39 ] |
| 2010 | ローレンス・オリヴィエ賞 | 振付賞             | アンソニー・ヴァン・リースト | ノミネート | [ 39 ] |

### オリジナル・ブロードウェイ公演
| 年   | 賞                       | 部門                   | ノミネート者                                                                 | 結果       | 参照   |
| ---- | ------------------------ | ---------------------- | ---------------------------------------------------------------------------- | ---------- | ------ |
| 2011 | トニー賞                 | ミュージカル作品賞     | ミュージカル作品賞                                                           | ノミネート | [ 40 ] |
| 2011 | トニー賞                 | ミュージカル脚本賞     | シェリ・スタインケルナー、ビル・スタインケルナー、ダグラス・カーター・ビーン | ノミネート | [ 40 ] |
| 2011 | トニー賞                 | オリジナル楽曲賞       | アラン・メンケン、グレン・スレイター                                         | ノミネート | [ 40 ] |
| 2011 | トニー賞                 | ミュージカル主演女優賞 | パティナ・ミラー                                                             | ノミネート | [ 40 ] |
| 2011 | トニー賞                 | ミュージカル助演女優賞 | ヴィクトリア・クラーク                                                       | ノミネート | [ 40 ] |
| 2011 | ドラマ・デスク・アワード | ミュージカル作品賞     | ミュージカル作品賞                                                           | ノミネート | [ 41 ] |
| 2011 | ドラマ・デスク・アワード | ミュージカル主演女優賞 | パティナ・ミラー                                                             | ノミネート | [ 41 ] |
| 2011 | ドラマ・デスク・アワード | ミュージカル助演女優賞 | ヴィクトリア・クラーク                                                       | ノミネート | [ 41 ] |
| 2011 | ドラマ・デスク・アワード | 楽曲賞                 | アラン・メンケン                                                             | ノミネート | [ 41 ] |
| 2011 | ドラマ・デスク・アワード | 作詞賞                 | グレン・スレイター                                                           | ノミネート | [ 41 ] |

## シスター・アクト・ナン・ラン
2009年5月、ウエスト・エンドでの上演直前に『シスター・アクト・ナン・ラン』という名のマラソン大会が行なわれた。この場合の「ナン」は英語で「修道女」の意味である。『シスター・アクト』とチャリティ団体であるBarnardo's が組んで、修道女の扮装でマラソンを行なえばミュージカルとチャリティ双方のプロモーションとなると考えられた。
新設のチャリティ・マラソンであるにもかかわらず、約1,000人もの人々が修道女の扮装でロンドンの街中を4マイル(約6.4km)走り、£30,000の募金を集めて毎年の恒例行事となった。
2009年終盤、2010年5月の開催を発表したが、前年と順路を変更してロンドン塔、テート・モダン、セント・ポール大聖堂などロンドンの名所を通過するようにした。
ミュージカル版『シスター・アクト』とマラソン大会の繋がりは修道女の衣裳の他にBarnardo's 児童合唱団と同様に出演者の何人かがスタート地点で演奏した。これは『シスター・アクト』とマラソン大会の融合を図っただけでなく、楽しいイベントに作り上げ、順位ではなくチャリティに重きを置くことを示した。
2010年、毎年行なわれるイベントとして主催者は年々規模が大きくなるよう希望した。
2011年9月、イギリス・ツアー公演に合わせて行なわれた。